# Filippo Callipo
Filippo Callipo, detto Pippo (Pizzo, 22 giugno 1946), è un imprenditore e politico italiano.

## Biografia
Proprietario ed amministratore unico di Callipo Spa, un gruppo societario formato da sei aziende, rappresenta storicamente la quarta generazione dei Callipo, che dal 1913 si sono succeduti alla guida della Giacinto Callipo Conserve Alimentari SpA, fondata dal bisnonno di Filippo, che attualmente si occupa di tutto ciò che attiene alla produzione ed alla commercializzazione del tonno e di altri prodotti ittici.
È stato presidente della Confindustria calabrese dal 2001 al 2006. Sul finire del mandato denunciò pubblicamente i racket e le attività estorsive mafiose inviando una lettera al presidente della Repubblica Carlo Azeglio Ciampi, richiedendo persino un intervento militare delle forze armate in Calabria, suscitando scalpore nell'ambiente politico regionale ed anche nazionale, incontrando la contrarietà non solo del centrodestra governativo, ma anche del centrosinistra di Agazio Loiero, presidente della regione. Denunciò inoltre anche il pericolo della cosiddetta “mafia con la penna”, ovvero delle consorterie e dei "colletti bianchi", dei politici, che bloccano lo sviluppo della Calabria, e più in generale del Mezzogiorno d'Italia e tengono sotto ricatto gran parte della società civile locale, suggerendo controlli severi a tutti colori i quali chiedono contributi e stanziamenti pubblici.
Il 1º giugno del 2005, ovvero nello stesso anno in cui aveva inviato la missiva al capo delle Stato, suscitando controversie, a riconoscimento del suo costante e valoroso impegno imprenditoriale e per essersi distinto nel suo settore, con importanti e notevoli ricadute nel sociale, viene nominato dal presidente della Repubblica, Carlo Azeglio Ciampi, cavaliere del Lavoro.
Filippo Callipo è stato inoltre candidato alla presidenza della regione Calabria alle elezioni regionali 2010 con l'appoggio di più di 80 associazioni espressione della società civile, dell'Italia dei Valori, con la leadership di Antonio Di Pietro  e della lista Pannella-Bonino. Ha ottenuto un bacino elettorale equivalente a 100 000 voti, corrispondenti al 10,02% delle preferenze totali.
Dal 27 marzo del 2013 fa parte del consiglio di amministrazione l'Università della Calabria, avente sede all'Arcavacata di Rende, nonché terzo polo universitario d'Italia.
Il 6 dicembre del 2019 ha inoltre annunciato di candidarsi nuovamente a presidente della regione Calabria alle elezioni regionali del 2020 per la lista Io Resto in Calabria, con l'appoggio del centro-sinistra (Partito Democratico e Democratici e Progressisti). La sua candidatura ha suscitato malumore all'interno della corrente vicina al governatore uscente Mario Oliverio per la scelta di Filippo Callipo di sostenere la presidente della provincia di Catanzaro Wanda Ferro ed la coalizione di centro-destra alle precedenti elezioni regionali del 2014.
Alle regionali del 2020 Callipo ha raccolto il 30,14% dei consensi, pari ad un bacino elettorale di 245 000 voti, venendo sconfitto dalla candidata del centro-destra ed avvocata Jole Santelli (55,29%). Eletto comunque consigliere regionale, si iscrive al gruppo Io resto in Calabria del quale diventerà capogruppo. Il 29 giugno 2020 si è dimesso dalla carica di consigliere regionale della Calabria, dimissioni poi respinte dal consiglio il 14 luglio seguente. Il 27 luglio ha presentato nuovamente le dimissioni con un durissimo j'accuse alla classe politica ed istituzionale calabrese.

### Impegno sociale
Durante il  marzo del 2005 il consiglio comunale di Platì, comune dell'alto Aspromonte, all'unanimità, decide di conferirgli la cittadinanza onoraria per le sue iniziative a favore della cittadinanza platiese e nel mese di novembre dello stesso anno riceve, per le stesse motivazioni, anche la cittadinanza onoraria del comune di Tiriolo, vicino a Catanzaro.
Nel novembre del 2006 riceve, da parte della “Ernst & Young” (azienda leader internazionale nell'ambito dei servizi professionali all'impresa), il premio “L'imprenditore dell'anno 2006”, quale finalista per la categoria “Quality of life”, per “la sensibilità nei confronti della comunità di riferimento e per la capacità di favorire la crescita della propria impresa con programmi continuativi e coerenti di sviluppo e sostegno alla cultura, all'arte, all'ambiente e al sociale”.
Ha conseguito il premio internazionale "La Calabria nel mondo" dal C3 International di Roma e il premio Herakles 2009 dal comune di Cariati per meriti sociali.

### Impegno nello sport
Attualmente è anche il proprietario della società Callipo Sport, una squadra della pallavolo di Vibo Valentia nata nel 1993 a Maierato, ammessa nell'estate successiva nel girone dalla C2 e riuscita a raggiungere nel volgere di qualche anno, nel 2001, ovvero otto anni dopo la sua fondazione, la massima divisione nazionale della pallavolo maschile, la Serie A1.